# Benedetto Stay
Benedetto Stay (Ragusa di Dalmazia, 1714 – Roma, 25 febbraio 1801) è stato un presbitero, latinista, poeta e filosofo italiano.

## Biografia
Nato nel 1714 a Ragusa in Dalmazia da una famiglia illustre, fu educato nella sua città dai gesuiti e si fece ecclesiastico.
Ebbe profonde conoscenze matematiche e filosofiche; fu padrone della lingua latina, nella quale verseggiò con facilità. In seguito ai ripetuti richiami di alcuni suoi concittadini e del fratello Cristoforo si trasferì nel 1746 a Roma, dove fu accolto con onori e ottenne in seguito, tra l'altro, la cattedra di eloquenza alla Sapienza. Sotto i pontificati di Clemente XIII e Clemente XIV, di Pio VI e Pio VII ebbe insieme con il fratello varie e importanti cariche. Morì a Roma il 25 febbraio 1801.

## Opere

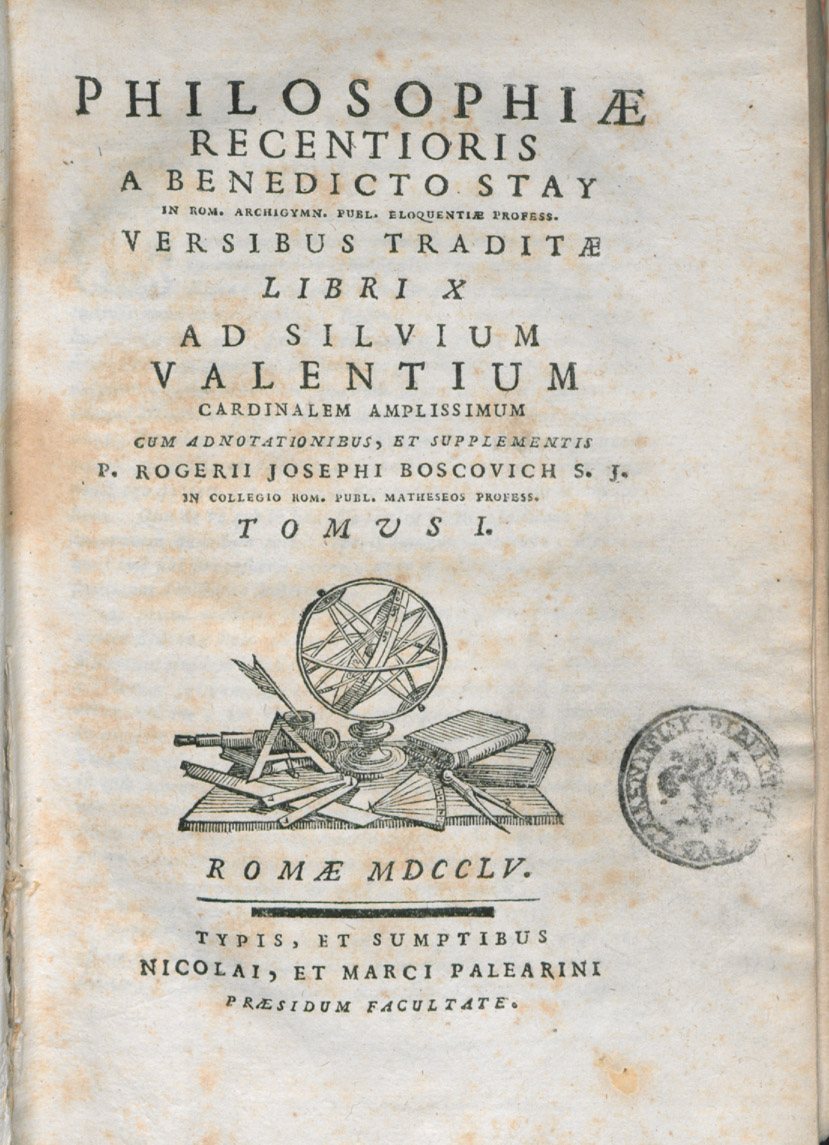
Benedetto Stay, Philosophiae recentioris versibus traditae libri, Roma, Niccolò Pagliarini & Marco Pagliarini, 1755

La fama di Stay è dovuta soprattutto a due eleganti poemi didascalici in latino: il primo sulla filosofia di Cartesio, Philosophiæ versibus traditæ libri VI, 1744; il secondo sulle dottrine di Newton: Philosophiæ recentioris versibus traditæ libri X, 3 voll., 1755-92. Nell'uno e nell'altro, con versi armoniosi ed eleganti, rese eccessibili e piacevoli, teorie, dottrine e concetti difficili tanto da far dire a Melchiorre Cesarotti che i suoi lavori facevano ricordare e insieme dimenticare il De rerum natura di Lucrezio.